# Autorretratos de Gustave Courbet
Os Autorretratos de Gustave Courbet são uma das partes mais significativas da obra do artista ornanês. Ao longo da sua carreira artística, Gustave Courbet representou-se frequentemente colocando-se em palco, nomeadamente nas suas obras juvenis de inspiração romântica (O Escultor, O Homem Ferido...). O ponto culminante desta produção de autorretratos é O Ateliê do Artista, onde o artista se retrata no centro de uma vasta composição alegórica, rodeado de personagens e entes queridos.

## Os primeiros autorretratos

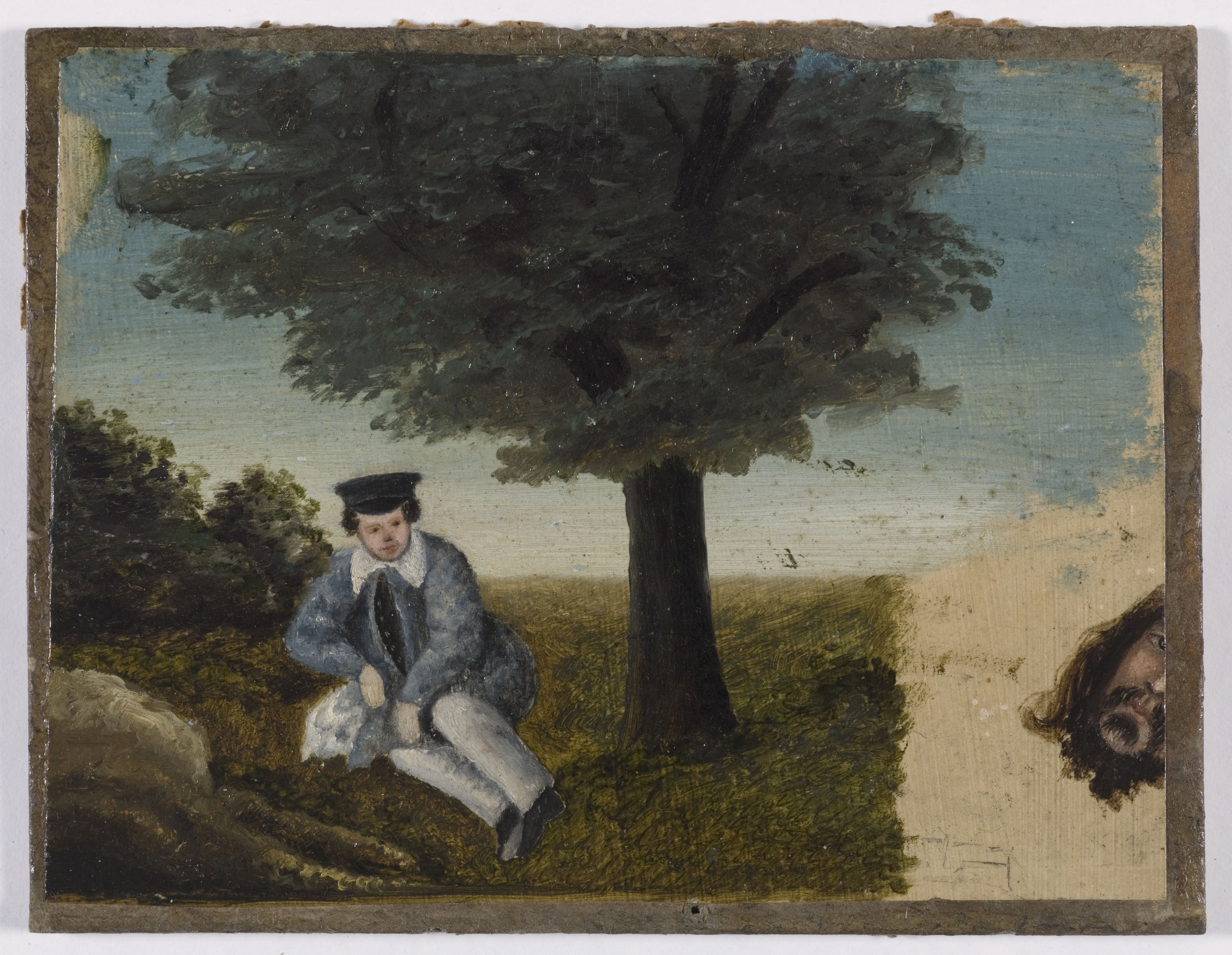
Autorretrato de Gustave Courbet aos 14 anos (c. 1833), Musée Carnavalet.
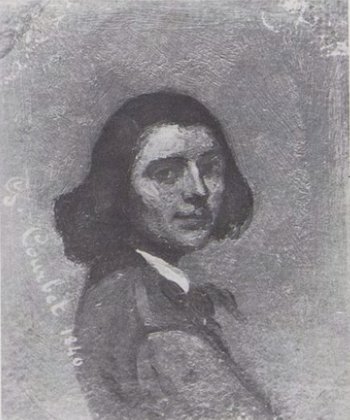
Retrato de Courbet por ele mesmo (1840).
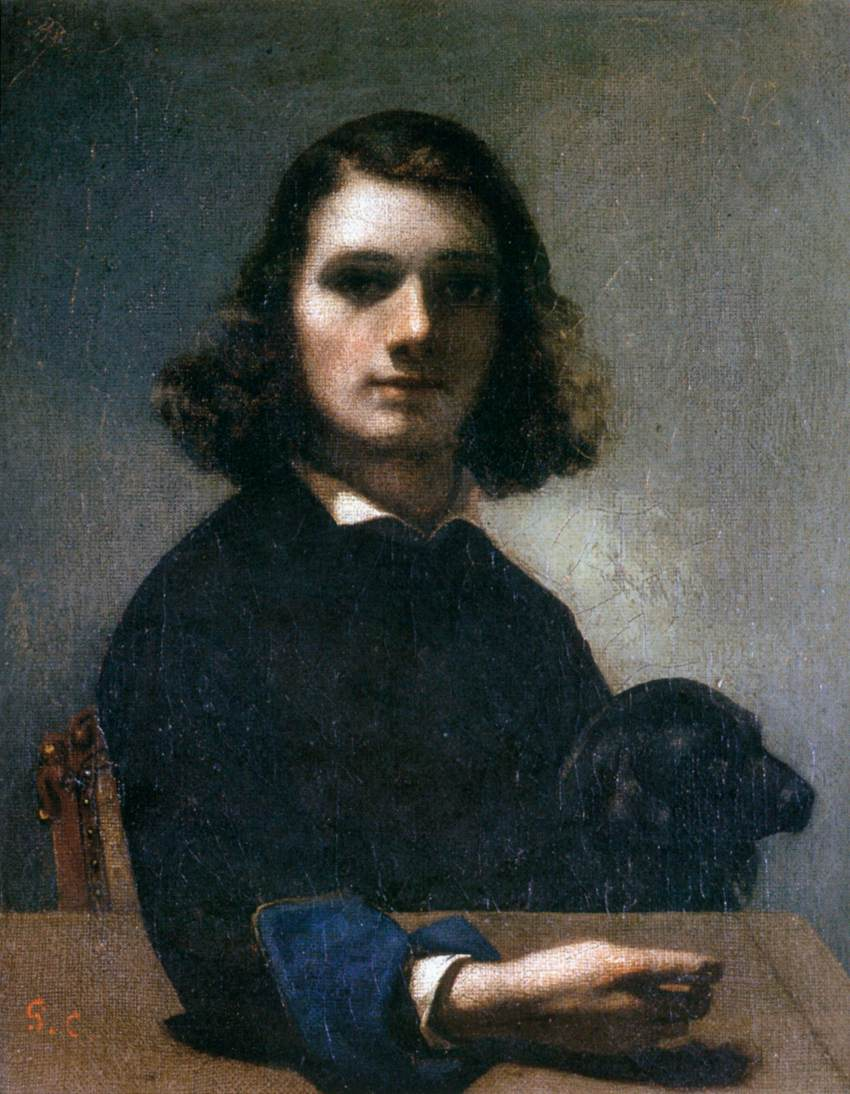
Pequeno autorretrato com cachorro preto (1842), Musée de Pontarlier.
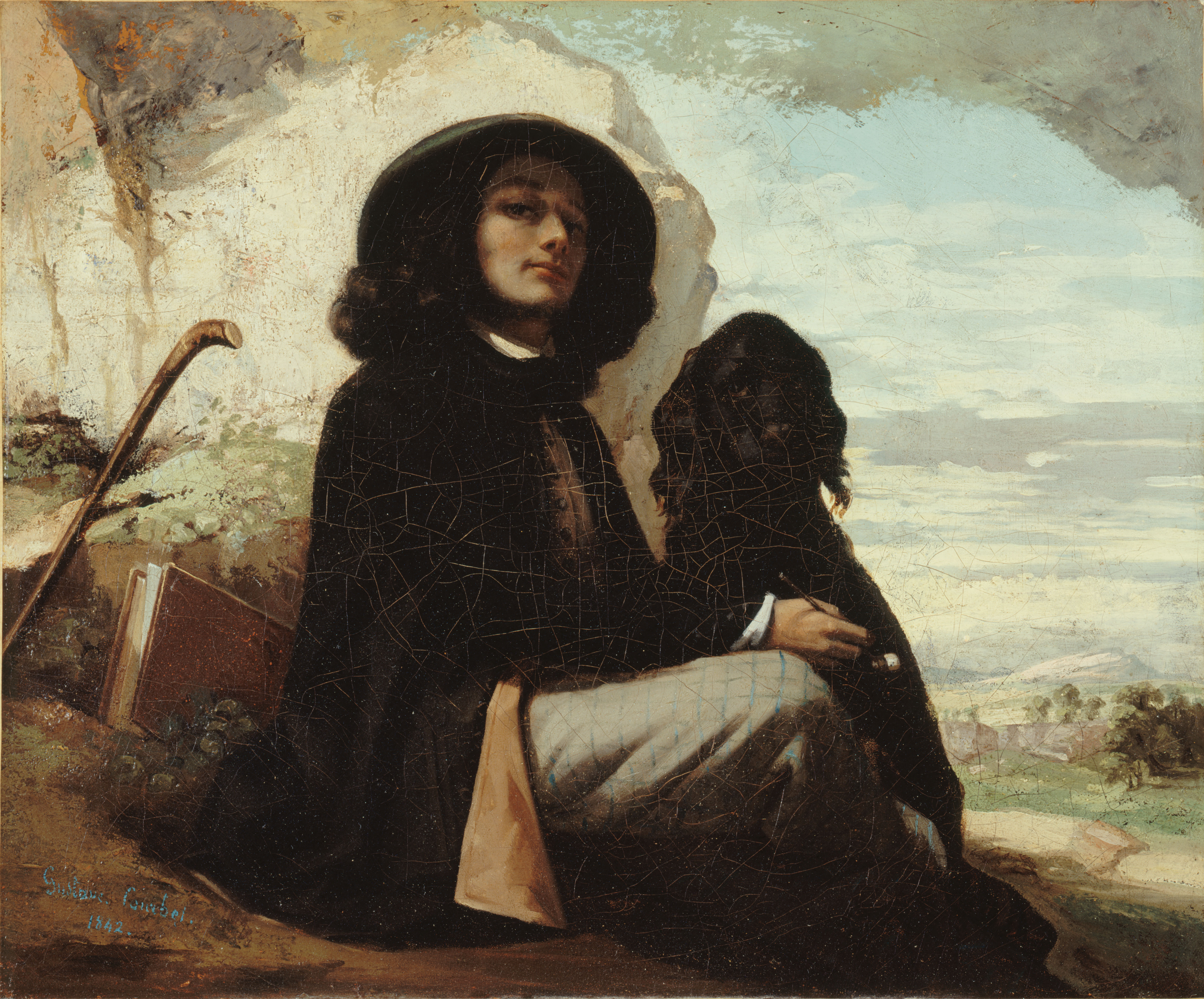
Autorretrato com um cachorro preto (Courbet) (1842-1844), Petit Palais.

## O artista como personagem romântico

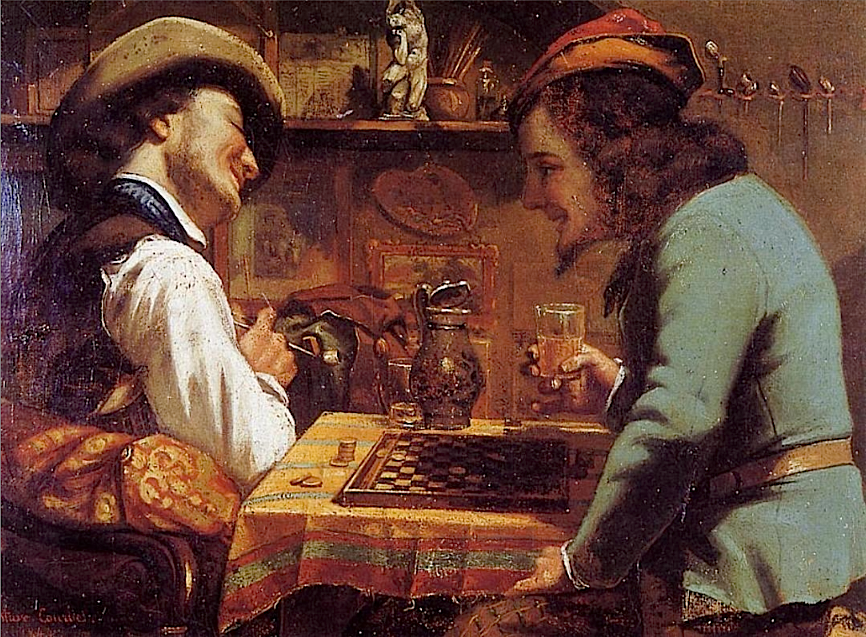
Les Joueurs de dames (1844), Coleção Adolpho Hauser.
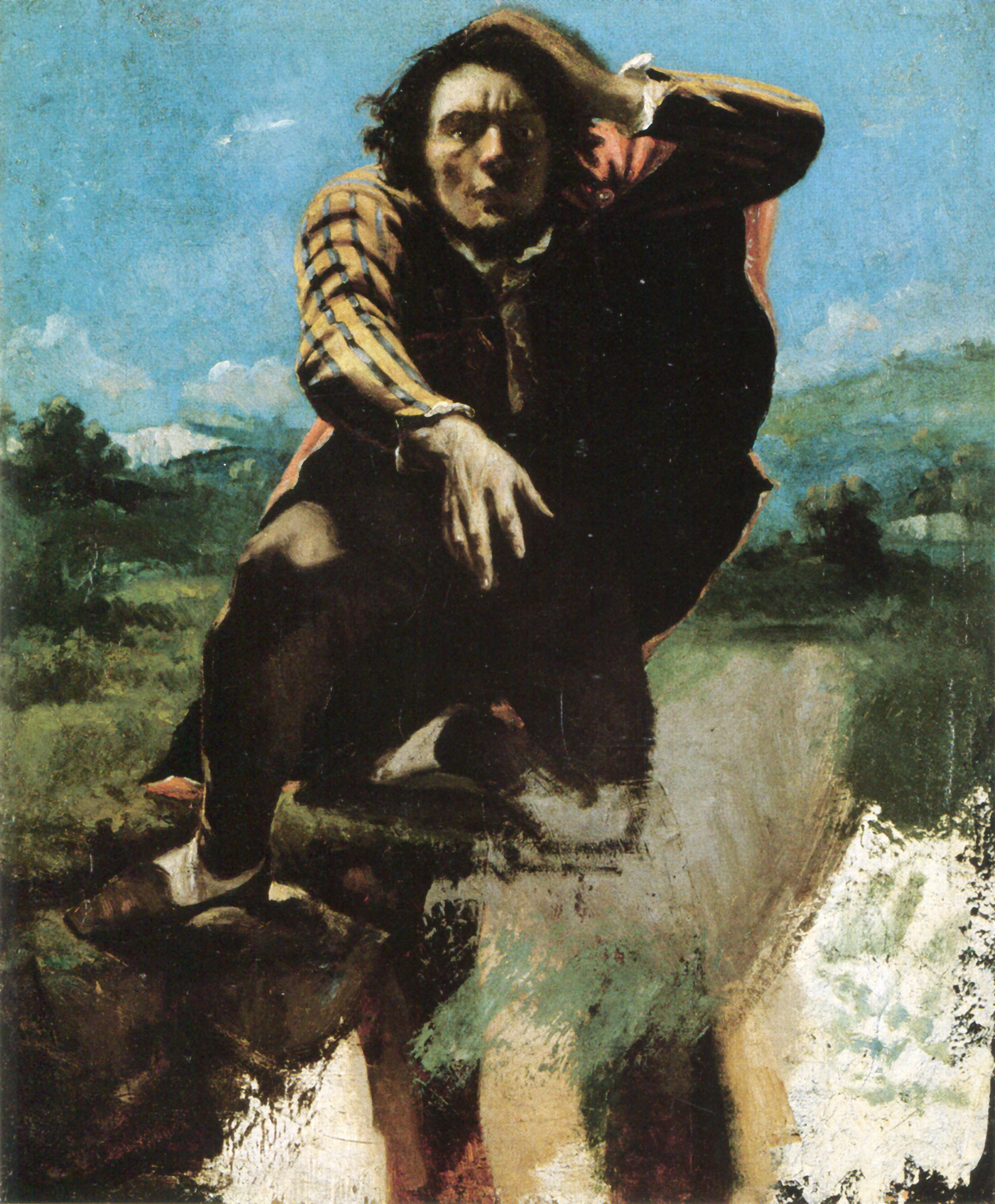
Homme rendu fou par la peur (1844), Museu Nacional de Arte, Arquitetura e Design
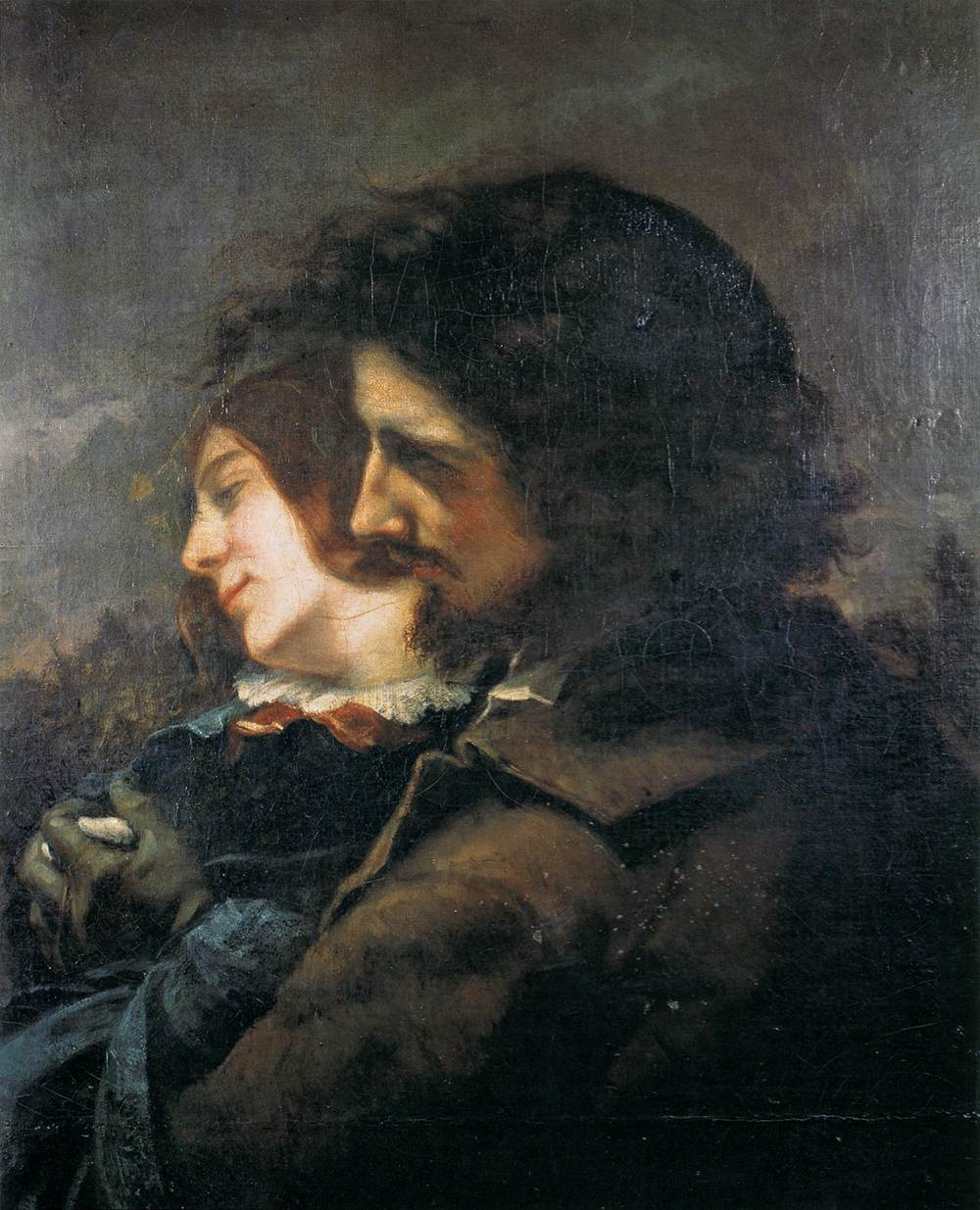
Les Amants heureux (1844), Musée des Beaux-Arts de Lyon.
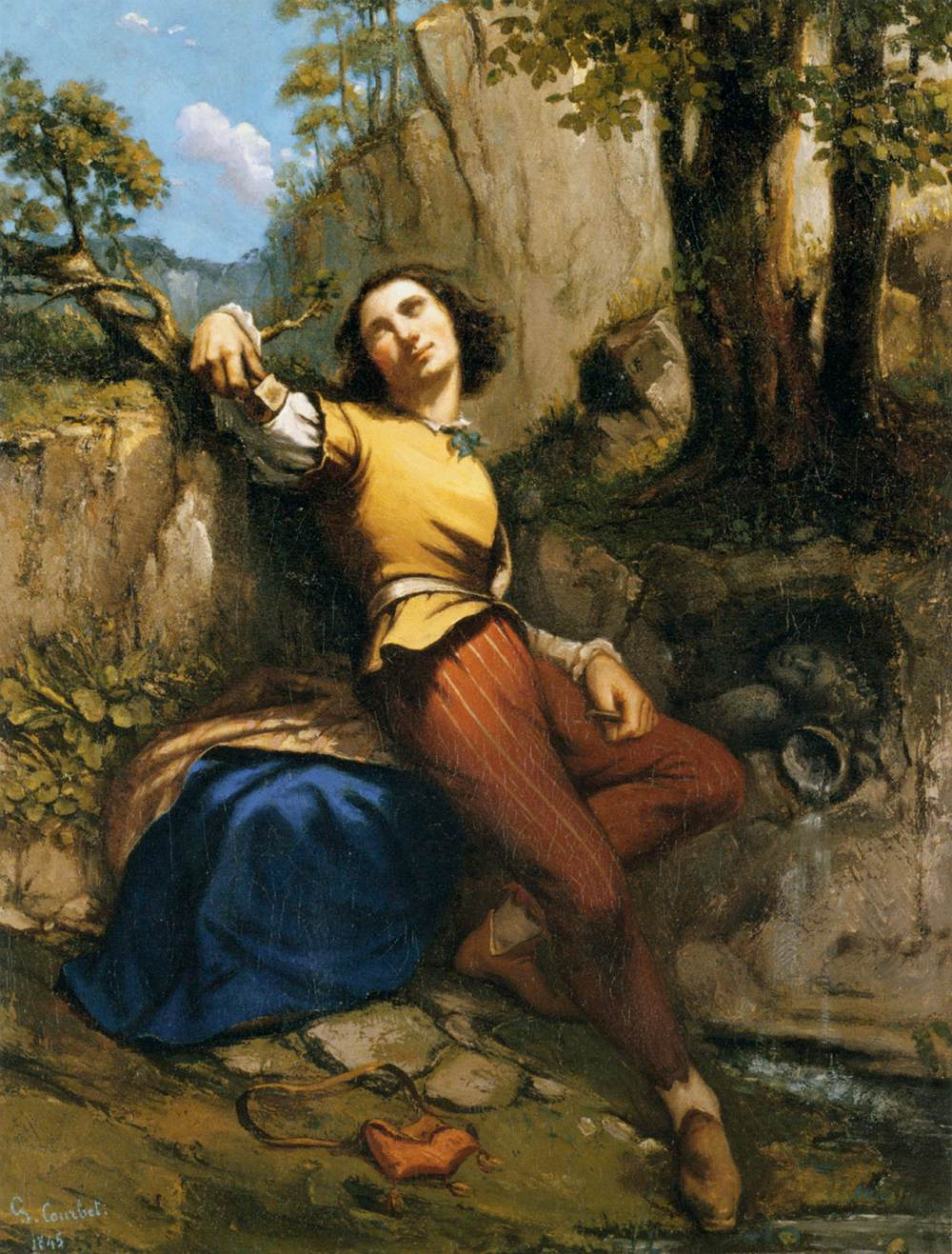
Le Sculpteur (1845), localização desconhecida.
Le Désespéré (1843-1845), Conseil Investissement Art BNP Paribas.
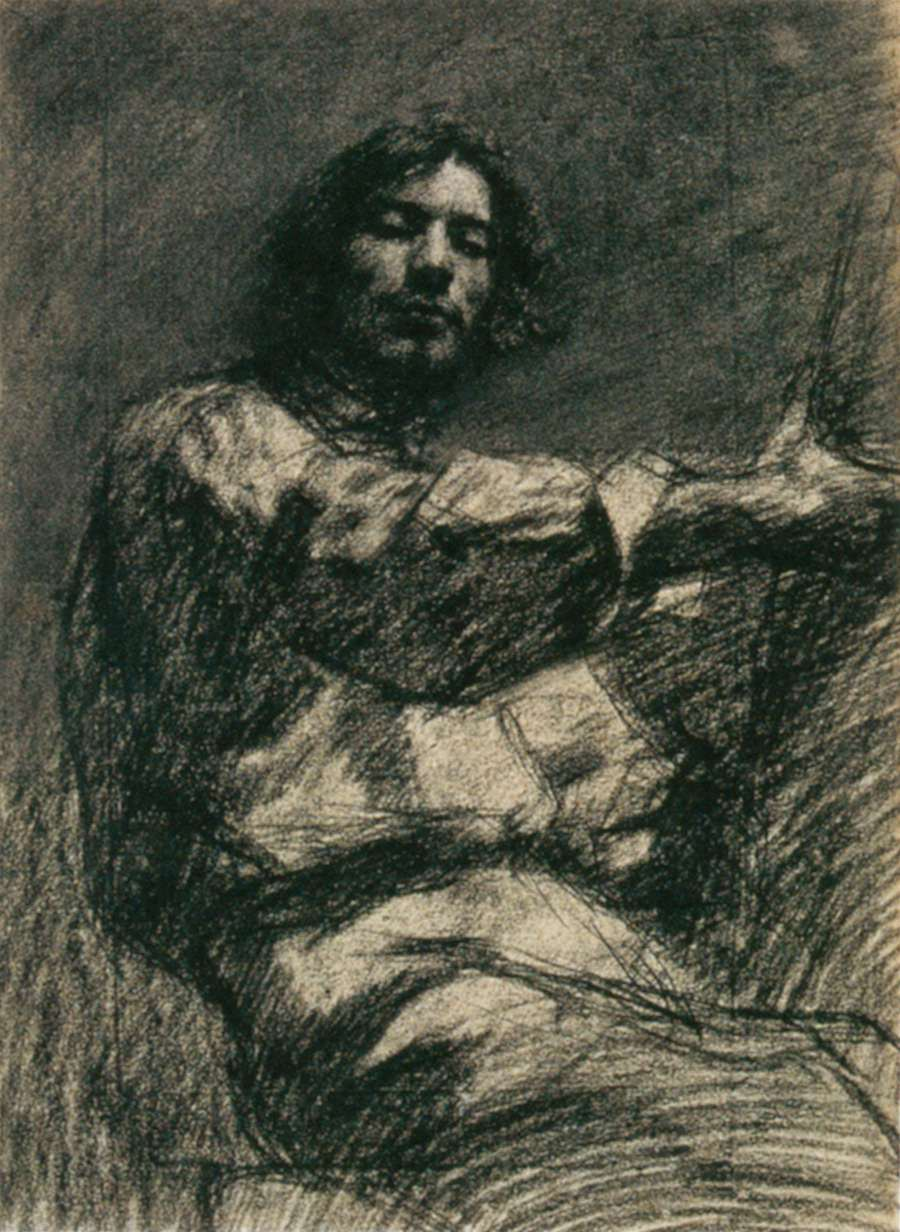
Jeune Homme assis (desenho, 1847), localização desconhecida.
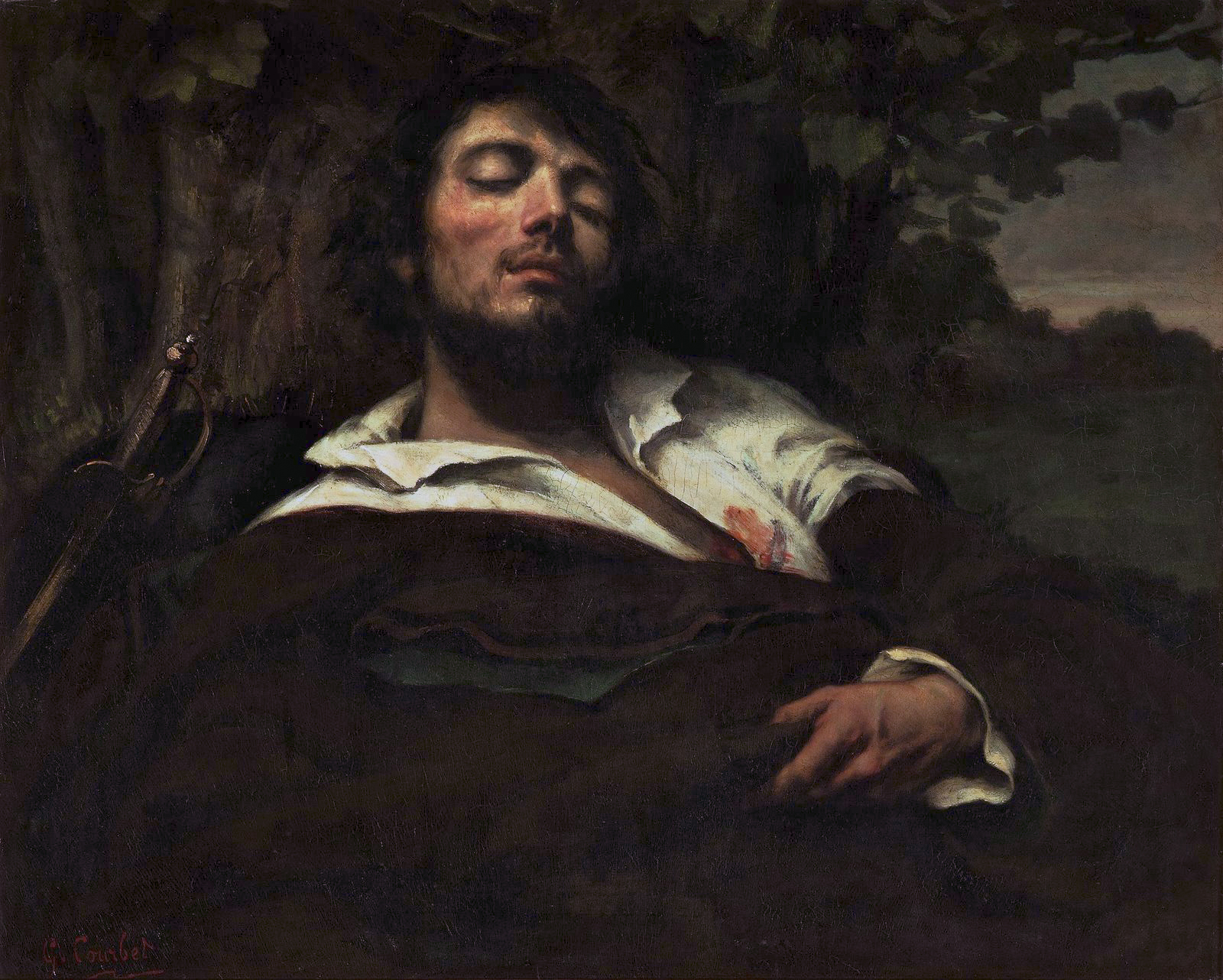
L'Homme blessé (1844-1854), Museu de Orsay.

## Afirmação do Artista

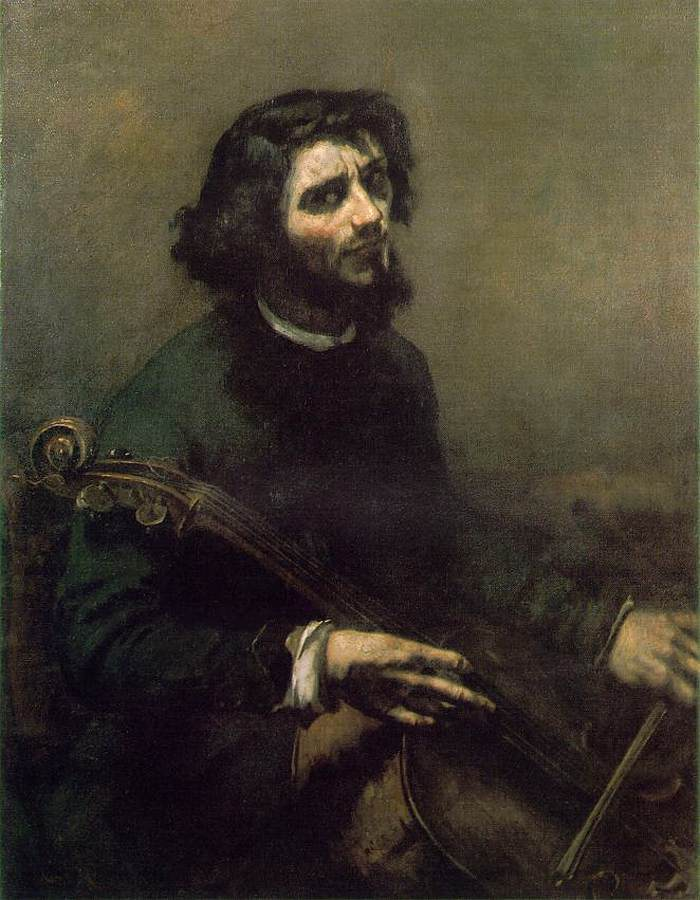
Le Violoncelliste (1847), Museu Nacional de Belas-Artes da Suécia.
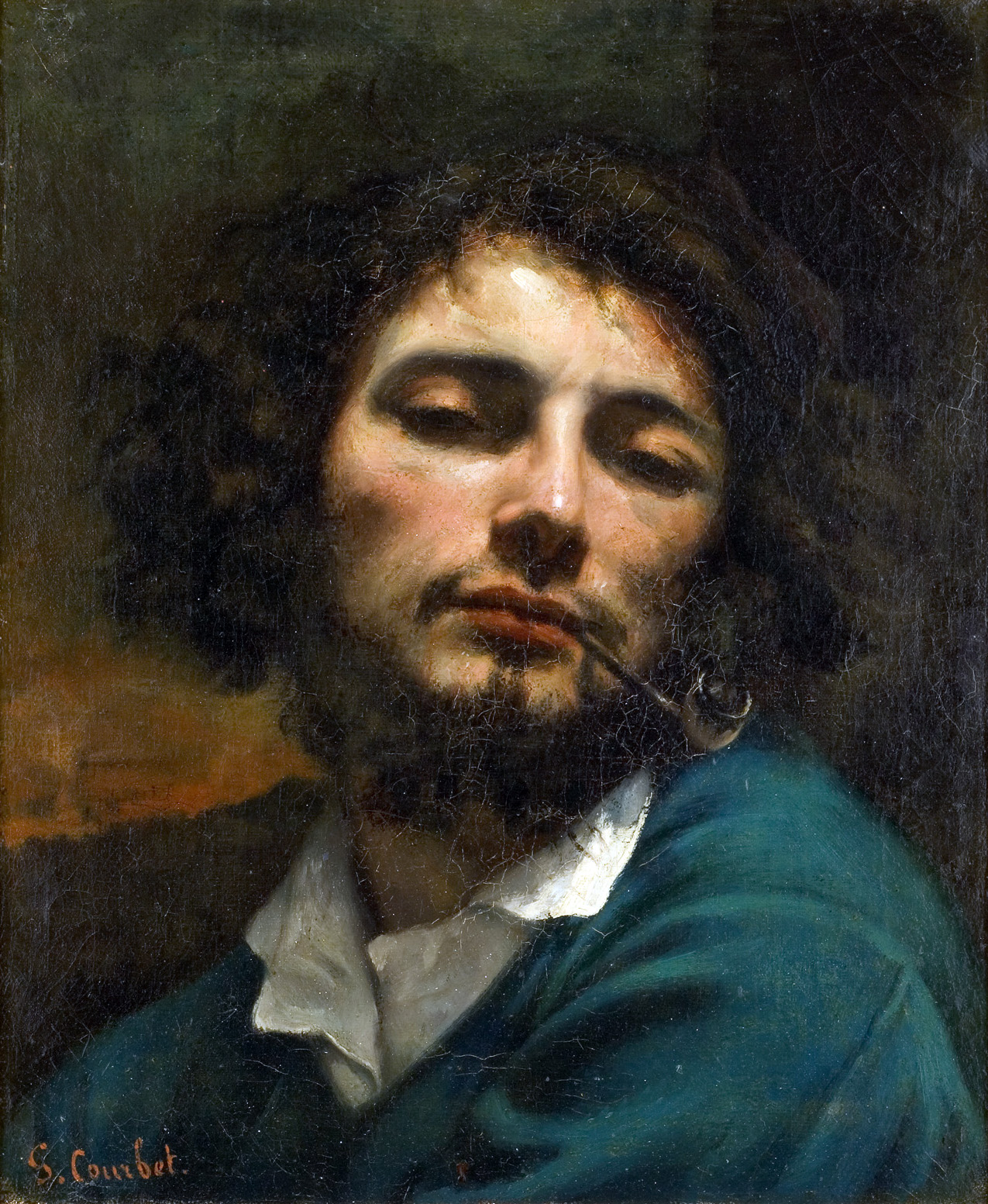
L'Homme à la pipe (vers 1849), Museu Fabre.
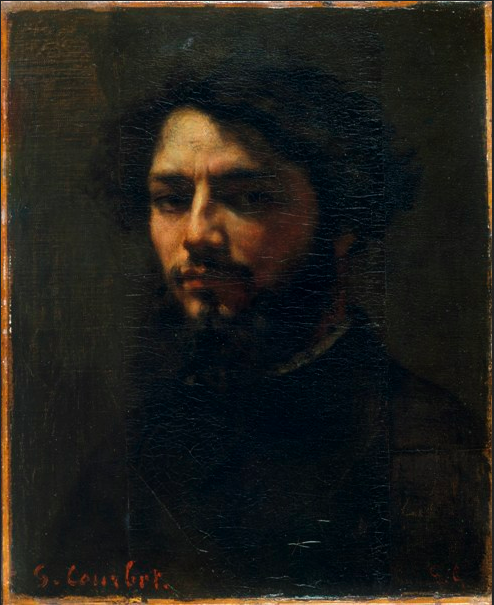
Autorretrato (c. 1850), Musée des Beaux-Arts et d'Archéologie de Besançon.
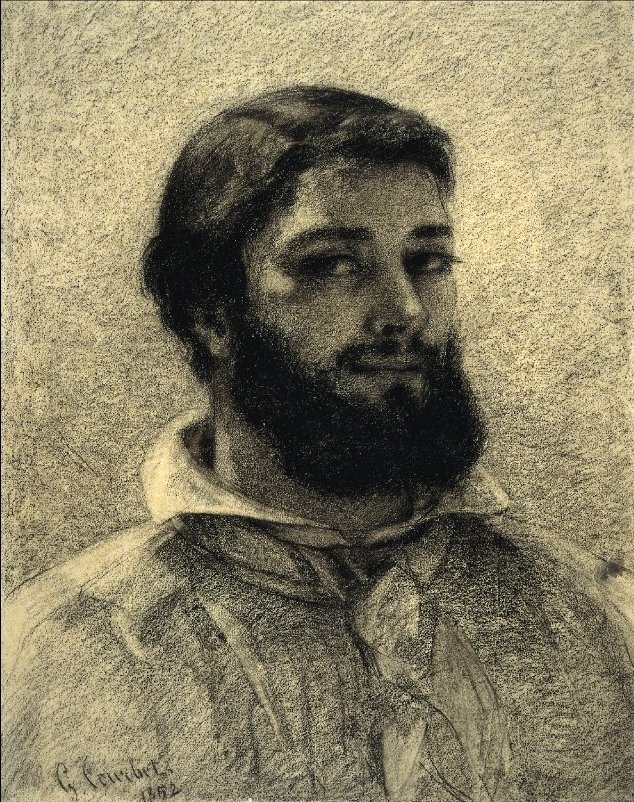
Autorretrato (desenho, 1852), Museu Britânico.
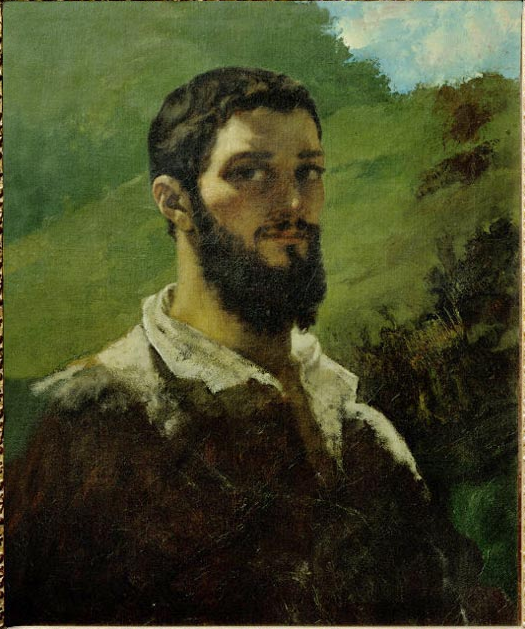
Portrait d'homme dit Portrait de l'artiste par lui-même (1850-1853), Gliptoteca Ny Carlsberg.

## Courbet em cenas

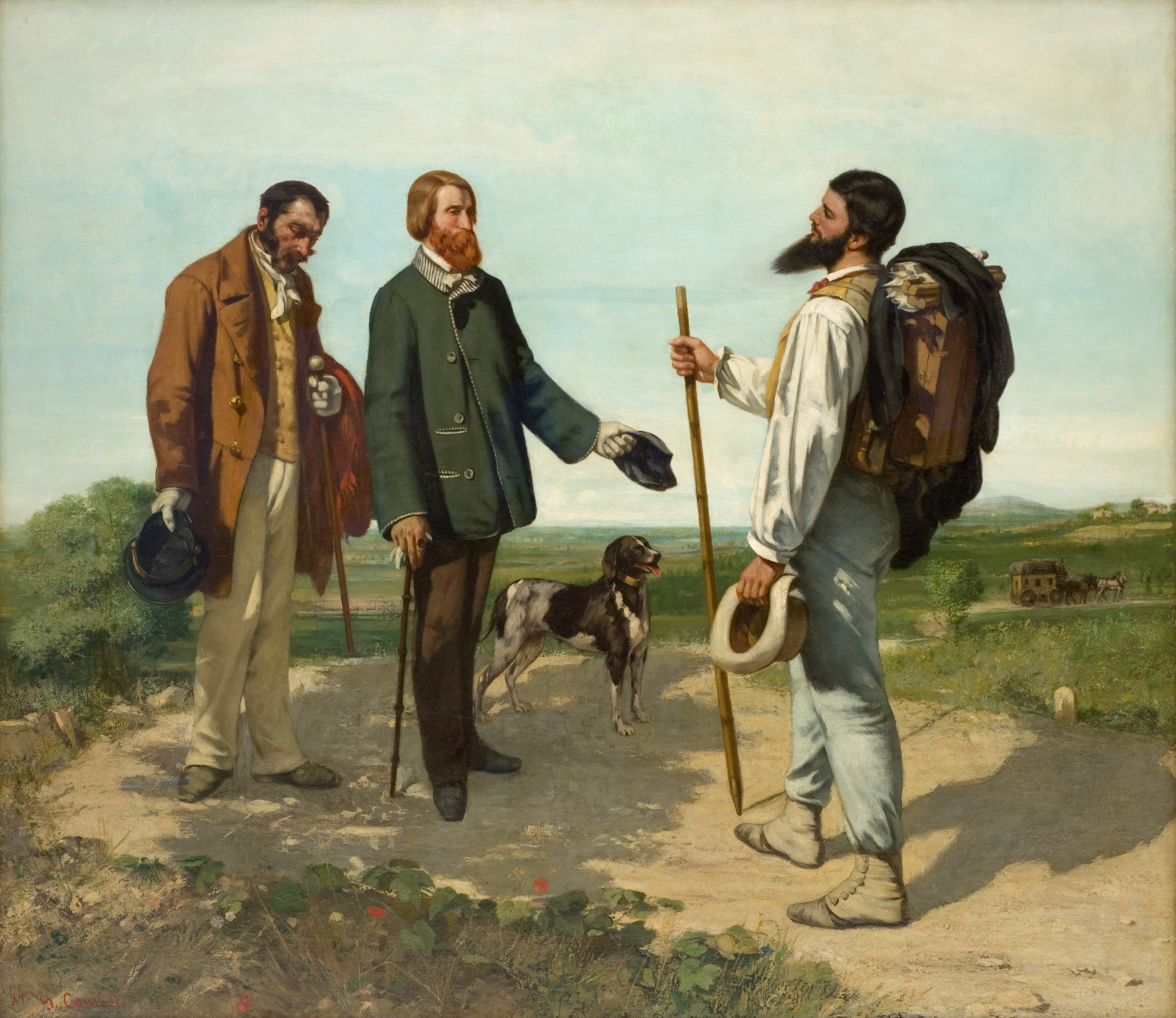
La Rencontre (1854), Museu Fabre.
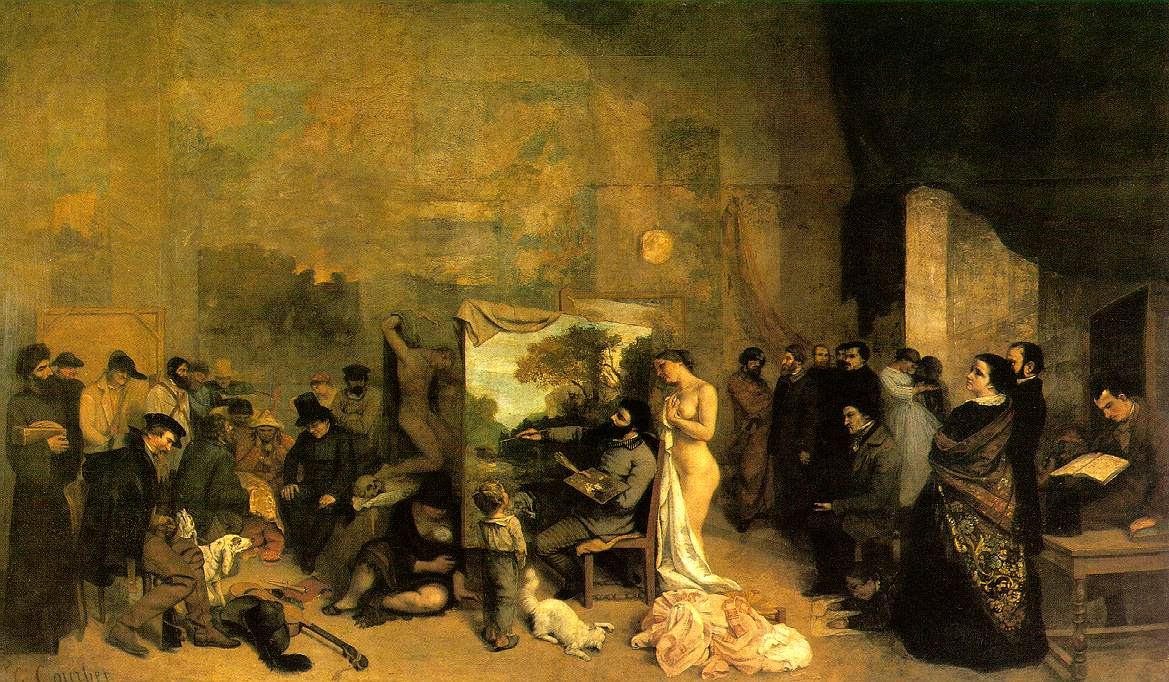
O Ateliê do Artista (1855), Museu do Louvre.
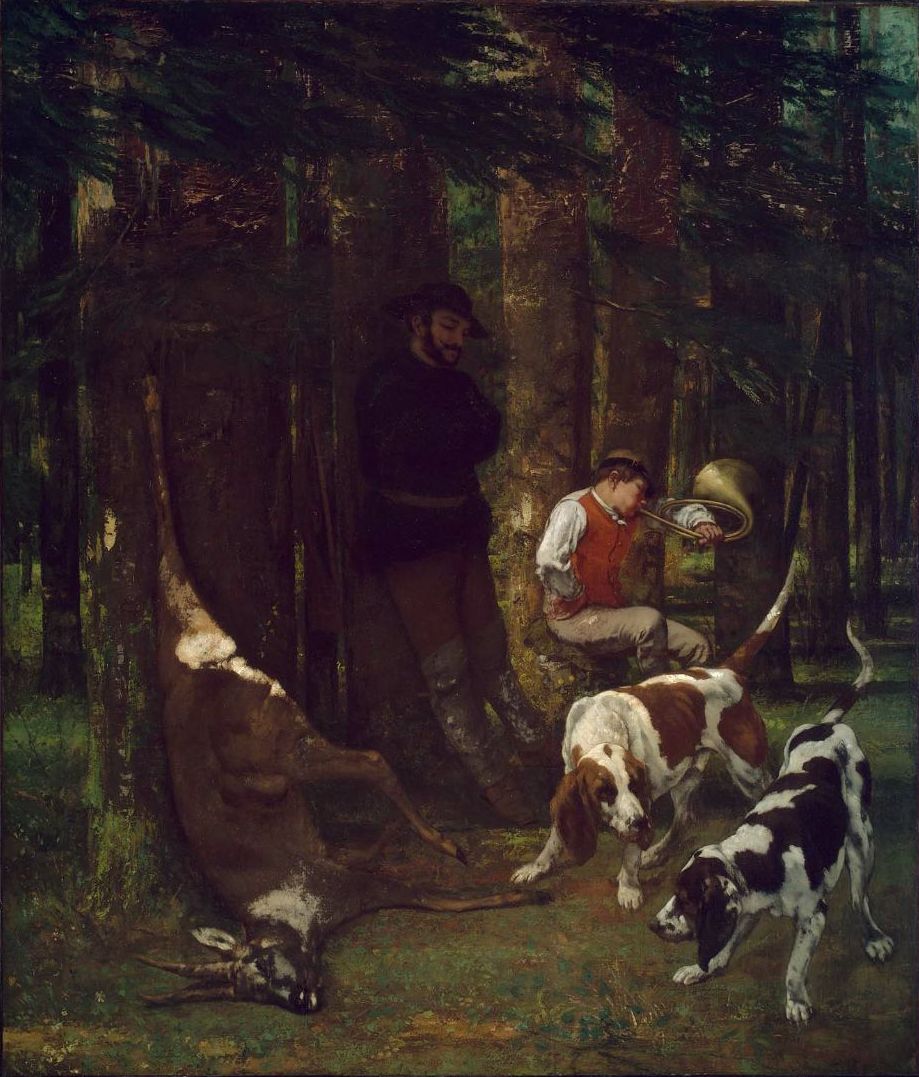
La Curée, chasse au chevreuil dans les forêts du Grand Jura (1857), Museu de Belas Artes de Boston.
- Ficheiro:== Últimos autorretratos ==

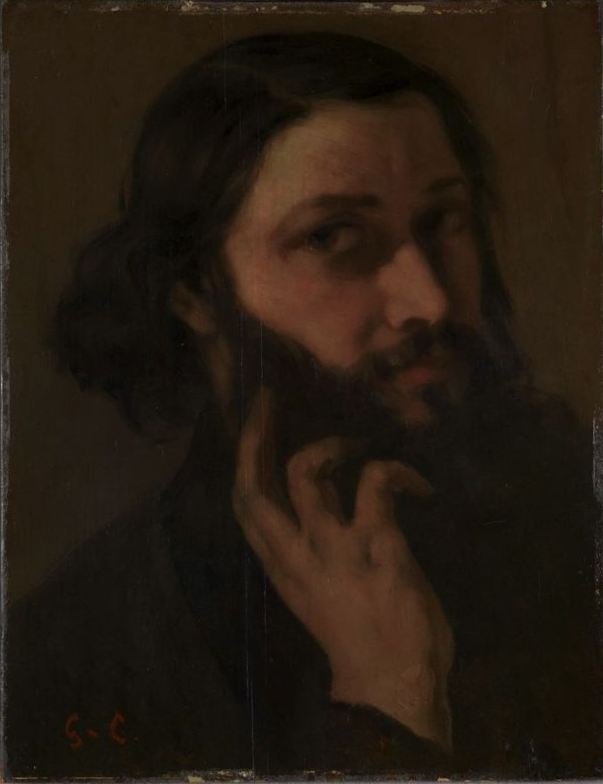
Petit Autoportrait (1865-1866), Fine Arts Museums of San Francisco.
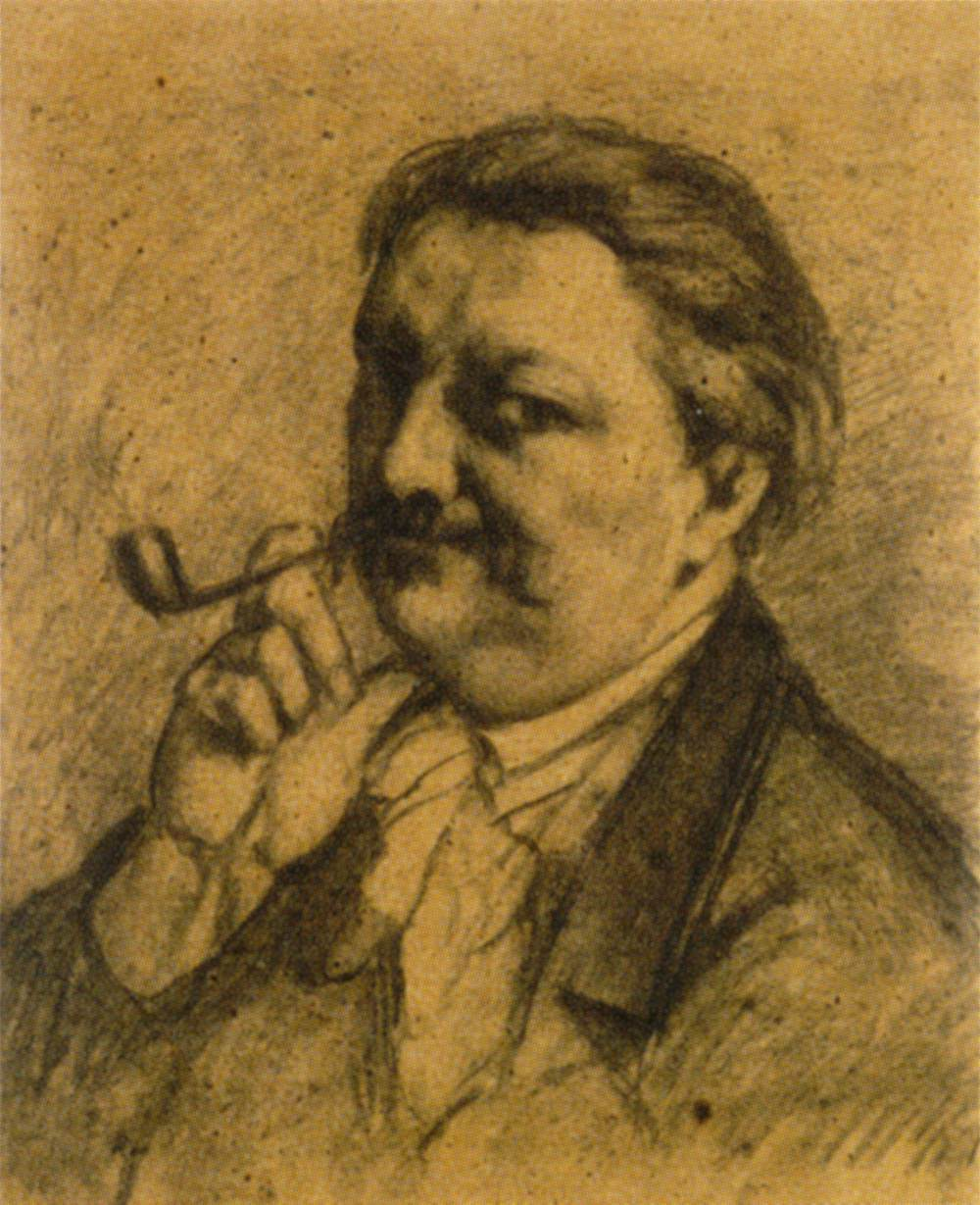
Autoportrait (desenho, 1871), Museu do Louvre.
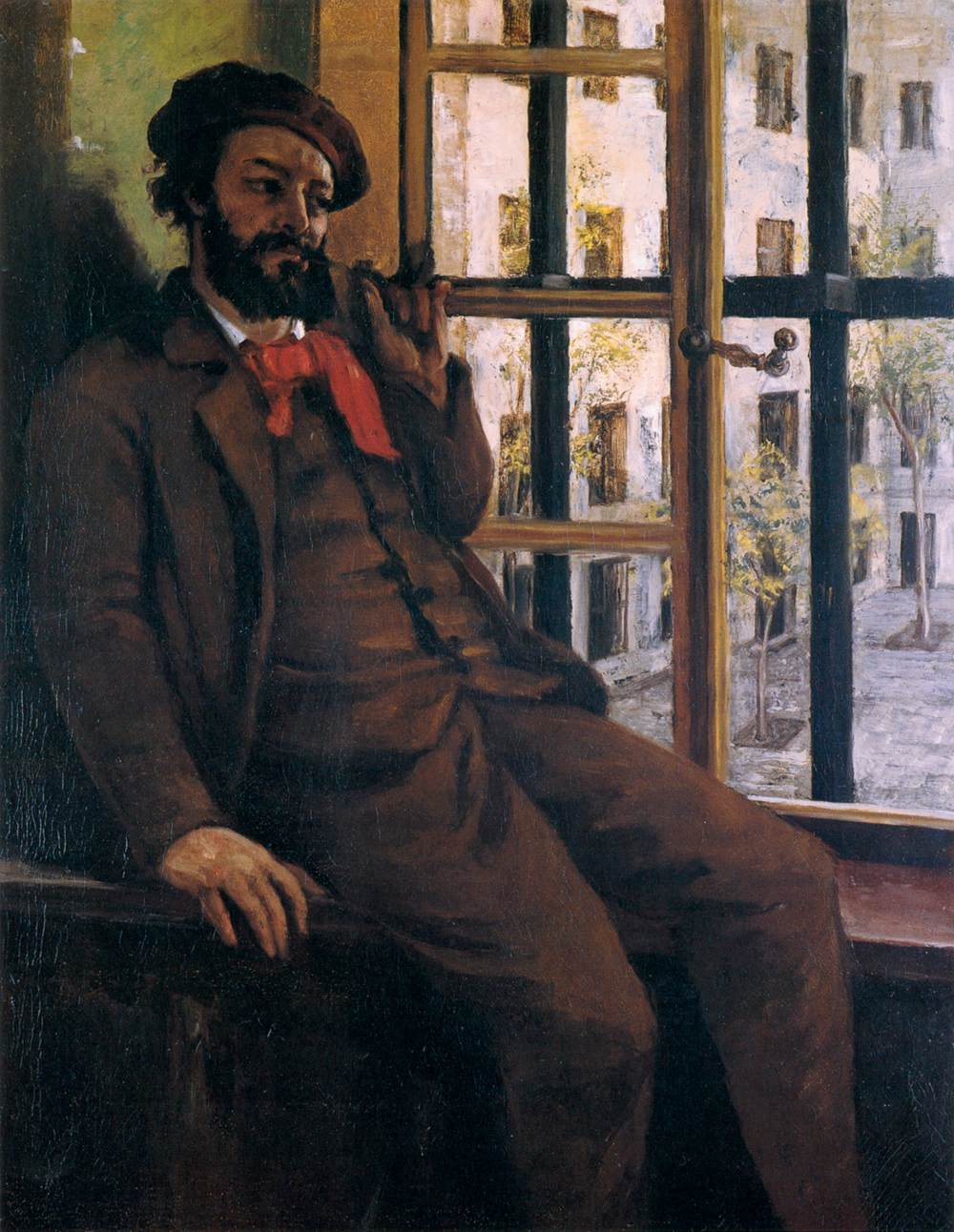
Autoportrait à Sainte-Pélagie (c. 1872), Musée Courbet.